# Erhard af Queis
Erhard af Queis (født omkring 1490 i Storkow, død 10. september 1529 i Preussisk Holland) var biskop i Pomesanien. Han var med til at berede reformationen i Preussen.

## Liv
Der findes ikke nogle tilgængelige informationer om barndom og opvækst for den første reformerte biskop i Pomesanien. Han blev indskrevet på universitetet i Frankfurt (Oder) i 1506, og herfra ved man, at han stammede fra Storkow. I 1515 flyttede han til Bologna for at studere jura. Det vides dog ikke, hvor eller hvornår han erhvervede sig doktorgraden. Det vides, at han i 1523 blev kansler for for Frederik 2. af Liegnitz. Ved dennes hof lærte han stormester Albrecht af Preussen at kende og derigennem at blive optaget i den Tyske Orden samt overtage det ledige andet preussiske bispesæde. 10. september 1523 blev Erhard af Queis af domkapitlet i Marienwerder valgt til biskop. Han blev ikke godkendt fra Vatikanet, da han var kendt som evangelisk biskop. Efter udnævnelsen slog han sig ned i Riesenburg.
Stormester Albrech havde store forventninger til den juridisk og forvaltningsmæssigt erfarne biskop. Han sendte ham som repræsentant til forhandlinger i Pressburg og Kraków, hvor sekulariseringen af de lande, der hørte under ordenen, blev diskuteret. Han hyldede på vegne af Albrecht og den Tyske Orden den polske konge som overherre. Han fik også senere lignende opgaver. Da han fulgte med hertugen til Danzig, var han iklædt civilt tøj.
Det var Queis, der i Kiel udformede ægteskabskontrakten for hertug Albrecht og den danske prinsesse Dorothea. Politiske opgaver for det nyetablerede preussiske hertugdømme holdt ham længe fra at opfylde sine kirkelige forpligtelser. Queis stod i den henseende helt på linje med Georg af Polentz og reformationen. I slutningen af 1524 offentliggjorde Queis sit reformationsprogram Themata episcopi Riesenburgensis. Heri fastslog han, at der kun fandtes to af Kristus indførte sakramenter, og de menneskeskabte heraf måtte afskaffes i kirken.
Biskoppen forlangte, at gudstjenesterne blev afviklet på tysk, og forbød velsignelsen af hostien samt processioner for Kristi legemsfest. Hans 19. tese lyder: "Den daglige messe er Gud en vederstyggelighed; af denne grund må den ikke afholdes i nogen kirke eller noget andet sted." Biskoppen løste endvidere præster og folk tilknyttet ordener fra deres løfter. Den ritualbog, der blev brugt i hertugdømmet Preussen, bar navnene på de evangeliske biskopper, Polentz og Queis.
Queis havde i lighed med Polentz afgivet sine sekulære rettigheder til hertugen og kun beholdt amterne Schönberg og Marienwerder. Han blev gift med hertuginde Apolonia, datter af Viktor af Münsterberg-Trappau. Apolonia havde inden giftermålet været nonne i clarisserklosteret i Strehlen. Hun døde i barselssengen i 1529. Queis døde samme år på hjemrejsen fra landdagen i Königsberg af "engelsk svedesyge". 